# Till vildingarnas land
Till vildingarnas land (originaltitel Where the Wild Things Are) är en barnbilderbok av Maurice Sendak. Den utgavs första gången 1963. 1964 vann boken Caldecott-medaljen.
En långfilm av Spike Jonze baserad på boken släpptes år 2009.

## Handling
Boken berättar historien om Max, som en kväll springer runt i sitt hem för att göra "bus" i en vargkostym. Som straff skickar hans mor honom till sängs utan kvällsmat. I hans rum växer en mystisk, vild skog och hav ur hans fantasi, och Max seglar till vildingarnas land. Vildingarna är skräckinjagande monster, men Max erövrar dem genom att "stirra in i deras gula ögon utan att blinka en enda gång". Han blir krönt "kung av alla vilda ting". Dock känner han sig snart väldigt ensam och får hemlängtan. Därför återvänder han hem till sitt sovrum, där hans kvällsmat väntar på honom.